# 鐵道博物館站

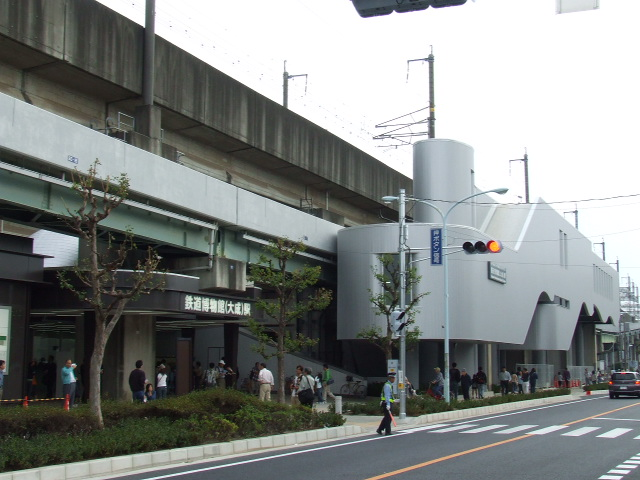
鐵道博物館站

鐵道博物館站（日语：／ Tetsudō-hakubutsukan eki */?）是一個位於埼玉縣埼玉市大宮區大成町三丁目，屬於埼玉新都市交通伊奈線（New Shuttle）的鐵路車站。
舊稱是「大成站」（大成駅），更改站名後以副稱形式表記在括弧內。

## 車站構造
對向式月台2面2線的高架站。緊貼著東北、上越新幹線的高架軌道。

### 月台配置
| 月台 | 路線                   | 目的地         |
| ---- | ---------------------- | -------------- |
| 1    | ■伊奈線（New Shuttle） | 丸山、內宿方向 |
| 2    | ■伊奈線（New Shuttle） | 往大宮         |

## 車站周邊
- 日本鐵道博物館（2007年10月14日開館）

西側
- JR東日本大宮總合車輛中心
- Super錢湯極樂湯大成店
- 國道17號
- 埼玉縣立大宮中央高等學校
- 大宮西部圖書館
- 埼玉市立日進中學校
- 大宮西郵局
- ケーズデンキ大宮櫛引パワフル館
- 永旺大宮店
- JR東日本研究開發中心
- 埼玉大學附屬特別支援學校
- 陸上自衛隊大宮駐屯地
- 生研機構農業機械化研究所

東側（JR線反對側）
- 大宮中央總合病院
- 大宮郵局
- 埼玉縣立博物館

## 歷史
- 1983年12月22日：大成站開業。
- 2007年10月14日：日本鐵道博物館開館，並同時將站名改為「鐵道博物館站」。

## 相鄰車站
埼玉新都市交通
■伊奈線
大宮（NS01）－鐵道博物館（NS02）－加茂宮（NS03）

## 外部連結
- 鐵道博物館站 （页面存档备份，存于）（路線圖、車站資訊） - 埼玉新都市交通